# Tín ngưỡng
Tín ngưỡng là niềm tin của con người được thể hiện thông qua những lễ nghi gắn liền với phong tục, tập quán truyền thống để mang lại sự bình an về tinh thần cho cá nhân và cộng đồng. Niềm tin này gắn với sự siêu nhiên nhưng chỉ lưu truyền trong một vùng lãnh thổ hoặc trong một cộng đồng dân chúng nhất định. Có thể coi tín ngưỡng là dạng thấp hơn của tôn giáo.

## Sự khác biệt
Tín ngưỡng mang tính dân tộc, dân gian. Tín ngưỡng có tổ chức không chặt chẽ như tôn giáo. Khi nói đến tín ngưỡng người ta thường nói đến tín ngưỡng của một dân tộc hay một số dân tộc có một số đặc điểm chung còn tôn giáo thì thường là không mang tính dân gian. Tín ngưỡng không có một hệ thống điều hành và tổ chức như tôn giáo, nếu có thì hệ thống đó cũng lẻ tẻ và rời rạc. Tín ngưỡng nếu phát triển đến một mức độ nào đó thì có thể thành tôn giáo.
Cơ sở của mọi tôn giáo, tín ngưỡng là niềm tin, sự ngưỡng vọng của con người vào những cái "siêu nhiên" hay gọi là "cái thiêng" cái đối lập với cái "trần tục", cái hiện hữu mà con người có thể sờ mó, quan sát được. Niềm tin vào "cái thiêng" thuộc về bản chất con người, nó ra đời và tồn tại, phát triển cùng với con người và loài người, nó là nhân tố cơ bản tạo nên đời sống tâm linh của con người, cũng giống như đời sống vật chất, đời sống xã hội tinh thần, tư tưởng, đời sống tình cảm...
Tùy theo hoàn cảnh, trình độ phát triển kinh tế, xã hội của mỗi dân tộc, địa phương, quốc gia mà niềm tin vào "cái thiêng" thể hiện ra các hình thức tôn giáo, tín ngưỡng cụ thể khác nhau. Chẳng hạn như niềm tin vào Đức Chúa Trời, của Kitô giáo, niềm tin vào Đức Phật của Phật giáo, niềm tin vào Thánh, Thần của tín ngưỡng dân gian, tín ngưỡng Thành Hoàng, Đạo Mẫu... Các hình thức tôn giáo tín ngưỡng này dù rộng hẹp khác nhau, dù phổ quát toàn thế giới hay là đặc thù cho mỗi dân tộc... thì cũng đều là một thực thể biểu hiện niềm tin vào cái thiêng chung của con người.
Hiện tại, có nhiều ý kiến khác nhau khi sử dụng khái niệm tôn giáo và tín ngưỡng. Theo quan điểm truyền thống, người ta có ý thức phân biệt tôn giáo và tín ngưỡng, thường coi tín ngưỡng ở trình độ phát triển thấp hơn so với tôn giáo. Loại quan điểm thứ hai là đồng nhất giữa tôn giáo và tín ngưỡng và đều gọi chung là tôn giáo, tuy có phân biệt tôn giáo dân tộc, tôn giáo nguyên thủy, tôn giáo địa phương, tôn giáo thế giới (phổ quát).
Sự khác nhau giữa tôn giáo và tín ngưỡng thể hiện ở một số điểm như: Tôn giáo có hệ thống giáo lý, kinh điển... được truyền thụ qua giảng dạy và học tập ở các tu viện, thánh đường, học viện... có hệ thống thần điện, có tổ chức giáo hội, hội đoàn chặt chẽ, có nơi thờ cúng riêng như nhà thờ, chùa, thánh thất..., nghi lễ thờ cúng chặt chẽ, có sự tách biệt giữa thế giới thần linh và con người. Còn tín ngưỡng thì chưa có hệ thống giáo lý mà chỉ có các huyền thoại, thần tích, truyền thuyết. Tín ngưỡng mang tính chất dân gian, gắn với sinh hoạt văn hóa dân gian. Trong tín ngưỡng có sự hòa nhập giữa thế giới thần linh và con người, nơi thờ cúng và nghi lễ còn phân tán, chưa thành quy ước chặt chẽ...